# Cneoglossa edsoni
Cneoglossa edsoni is een keversoort uit de familie Cneoglossidae. De wetenschappelijke naam van de soort is voor het eerst geldig gepubliceerd in 1999 door Costa, Vanin & Ide.